# Milan Milutinović
Milan Milutinović (en serbio cirilizado: Милан Милутиновић), (Belgrado, Serbia, 19 de diciembre de 1942 -2 de julio de 2023) fue un político serbio.  Presidente de Serbia (1997-2002). Previamente ocupó los cargos de Director de la Biblioteca Nacional de Serbia (1983 - 1988), Embajador del Ministerio Federal de Asuntos Exteriores de Yugoslavia en Grecia y Ministro Federal de Asuntos Exteriores (1995 - 1998).

## Biografía
Después de que su mandato presidencial expirara en diciembre de 2002, Milutinović se entregó al Tribunal Penal Internacional para la ex Yugoslavia en donde se le acusaba de varios crímenes de guerra. El 26 de febrero de 2009 fue declarado inocente de todos los cargos que se le imputaban.

## Ministro de Asuntos Exteriores
Tras seis años como Embajador de Yugoslavia en Grecia (entre 1992 y 1996, Milutinović fue el único embajador yugoslavo en un país occidental como consecuencia del embargo impuesto en mayo de 1992 por las NN.UU. y que impedía el nombramiento de nuevos embajadores), Milutinović fue designado como ministro de Asuntos Exteriores en 1995. En noviembre de ese mismo año participó, como uno de los principales negociadores, en los Acuerdos de Dayton que condujeron al cese de hostilidades en Bosnia-Herzegovina. Durante su periodo ministerial, Milutinović firmó varios acuerdos con Croacia, país vecino y antiguo enemigo, encaminados a la normalización de las relaciones entre ambos países.

## Elecciones
Después de que terminara el segundo y último mandato posible de Slobodan Milošević, Milan Milutinović fue elegido presidente en unas elecciones polémicas. 
El Partido Socialista de Serbia, liderado por Milošević, intentó mantener la presidencia posicionando como primer candidato en las elecciones de 1997 a Zoran Lilić. Las dos votaciones presidenciales fueron declaradas fallidas al no poder alcanzarse la participación mínima que establecía la Constitución de 1990.
Ante ese escenario, la coalición integrada por los partidos Socialista, Izquierda Yugoslava y Nueva Democracia decidieron cambiar su candidato de cara a la repetición de las elecciones y tras la caída de la popularidad de Lilić en favor de Vojislav Šešelj, líder del Partido Radical Serbio. Buena parte de los partidos opositores, liderados por el Partido Demócrata, boicotearon las elecciones de 1997 ante la escasa trasparencia del proceso electoral y la posibilidad de fraude.
Milutinović se convirtió en candidato oficial del Partido Socialista y ganó las elecciones en la segunda vuelta celebrada en diciembre de 1997 con un 59.23% de los votos según el escrutinio oficial y una participación del 50.98%. Los partidos que boicotearon las elecciones, así como Vojislav Šešelj que obtuvo el 37.57% de los votos, continuaron con sus denuncias de fraude electoral.

## Presidencia
En 1999, como preludio de la campaña militar de la OTAN, Milutinović fue el líder del grupo de negociación del gobierno yugoslavo en la Conferencia de Rambouillet. Aunque gozaba de relativa independencia, su política estuvo marcada por las directrices de Milošević, que en julio de 1997 se había convertido en Presidente de la República Federal Yugoslava.
Después de que en el 2000, el poder de Milošević y su partido fuera rápidamente reducido a nivel federal, nacional e incluso local; Milutinović se mantuvo al frente de la presidencia hasta el término de su mandato de cinco años en el 2002. Su influencia política se vio rápidamente reducida entre esos dos años después de que su partido político perdiera el apoyo popular y fuera imposible encontrar apoyos entre las demás fuerzas parlamentarias. Sus labores presidenciales se limitaron a las esenciales según la constitución, permaneciendo al margen del debate político en Serbia. 
A finales del 2000, durante la transición demócrata, Milutinović rechazó reprimir violentamente las Demostraciones de Octubre en Belgrado.
En el 2002, cuando su mandato expiró, las elecciones se celebraron sin que intentara optar a una segunda reelección. Fue sucedido por Nataša Mićić, presidente en funciones.